# 2000 en Allemagne
Chronologie de l’Allemagne
- 1996
- 1997
- 1998
- 1999
- 2000
- 2001
- 2002
- 2003
- 2004

Cet article traite des événements qui se sont produits durant l'année 2000 en Allemagne.

## Gouvernements
- Président : Johannes Rau
- Chancelier : Gerhard Schröder

## Événements

### Février
- 9–20 février : la Berlinale 2000, c'est-à-dire le 50e festival international du film de Berlin, se tient

### Juin

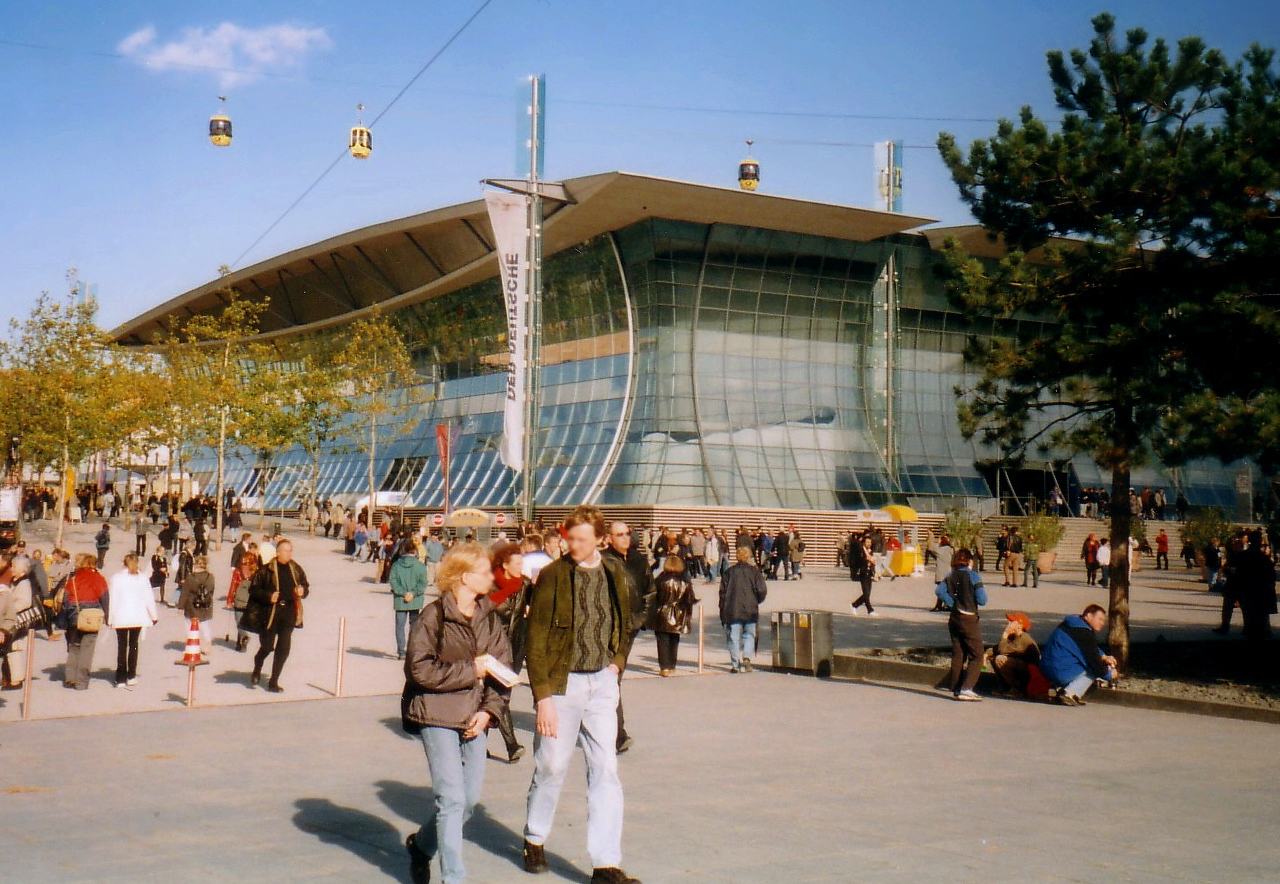
Le pavillon allemand à l'expo 2000

- 1er juin : début de l'expo 2000 qui se déroule à Hanovre jusqu'au 31 octobre

## Décès
- 15 octobre : Konrad Bloch (né en 1912), un biochimiste